# Залісцівська сільська рада (Шумський район)
Залі́сцівська сільська́ ра́да — адміністративно-територіальна одиниця та орган місцевого самоврядування в Шумському районі Тернопільської області. Адміністративний центр — село Залісці.

## Загальні відомості
- Територія ради: 22,295 км²
- Населення ради: 942 особи (станом на 2001 рік)

## Історія ради
24 липня 2020 року увійшла до складу Шумської міської громади.

## Населені пункти
Сільській раді були підпорядковані населені пункти:
- с. Залісці
- с. Забара

## Склад ради
Рада складалася з 12 депутатів та голови.
- Голова ради: Вінічук Анатолій Нікіфорович
- Секретар ради: Кравчук Катерина Григорівна

### Керівний склад попередніх скликань
| Прізвище, ім'я, по батькові  | Основні відомості                                                             | Дата обрання | Дата звільнення |
| ---------------------------- | ----------------------------------------------------------------------------- | ------------ | --------------- |
| Тхорик Анатолій Ярославович  | Сільський голова, 1962 року народження, безпартійний                          | 26.03.2006   | 31.10.2010      |
| Вінічук Анатолій Нікіфорович | Сільський голова, 1961 року народження, освіта середня загальна, безпартійний | 31.10.2010   |                 |

Примітка: таблиця складена за даними сайту Верховної Ради України

### Депутати
За результатами місцевих виборів 2010 року депутатами ради стали:

#### За суб'єктами висування
| Суб'єкт висування          | Кількість обраних депутатів | %    |
| -------------------------- | --------------------------- | ---- |
| Самовисування              | 7                           | 58,3 |
| Громадянська партія «Пора» | 5                           | 41,7 |

#### За округами
| № округу                   | Прізвище, ім'я, по батькові  | Дата визнання обраним | Освіта             | Партійна приналежність | Відомості про обраного депутата    |
| -------------------------- | ---------------------------- | --------------------- | ------------------ | ---------------------- | ---------------------------------- |
| Громадянська партія «ПОРА» |                              |                       |                    |                        |                                    |
| 2                          | Кожан Василь Володимирович   | 03.11.2010            | вища               | позапартійний          | тимчасово не працює                |
| 3                          | Кравчук Надія Лук'янівна     | 03.11.2010            | середня спеціальна | позапартійна           | тимчасово не працює                |
| 4                          | Бальчос Петро Васильович     | 03.11.2010            | вища               | позапартійний          | Ощад-Банк5393, юрист-консулат.     |
| 6                          | Осіпчук Віктор Романович     | 03.11.2010            | середня            | позапартійний          | приватний підприємець              |
| 10                         | Кожан Віктор Володимирович   | 03.11.2010            | вища               | позапартійний          | Залісц. НВК, вчитель               |
| Самовисування              |                              |                       |                    |                        |                                    |
| 1                          | Бондар Богдан Васильович     | 03.11.2010            | вища               | позапартійний          | Залісц. НВК, директор              |
| 5                          | Яремчук Богдан Дмитрович     | 03.11.2010            | середня спеціальна | позапартійний          | тимчасово не працює                |
| 7                          | Кравчук Катерина Григорівна  | 03.11.2010            | середня спеціальна | позапартійна           | Залісц.с\рада, секретар            |
| 8                          | Павлюк Віктор Федорович      | 03.11.2010            | вища               | позапартійний          | КБім. Анто-нова, інженер-дослідник |
| 9                          | Кравчук Сергій Олександрович | 03.11.2010            | вища               | позапартійний          | тимчасово не працює                |
| 11                         | Лавренюк Лідія Степанівна    | 03.11.2010            | середня спеціальна | позапартійна           | тимчасово не працює                |
| 12                         | Бальчос Роман Олександрович  | 03.11.2010            | середня спеціальна | позапартійний          | приватний підприємець              |